# Psychotria casiquiaria
Psychotria casiquiaria är en måreväxtart som beskrevs av Johannes Müller Argoviensis. Psychotria casiquiaria ingår i släktet Psychotria och familjen måreväxter. Inga underarter finns listade i Catalogue of Life.